# Shahrestān-e Marīvān
Shahrestān-e Marīvān (persiska: شهرستان مريوان, مريوان) är en delprovins (shahrestan) i Iran.   Den ligger i provinsen Kurdistan, i den nordvästra delen av landet, 500 km väster om huvudstaden Teheran.
Delprovinsen hade 195 263 invånare 2016.